# Aldeia de São Sebastião
Aldeia de São Sebastião é uma povoação com cerca de 80 habitantes, pertencente à freguesia de Castelo Bom, no Município de Almeida (Distrito da Guarda).
Outrora conhecida por Quinta da Ribeira dos Abutres, a aldeia é de fácil acesso, através da autoestrada A25 (Aveiro-Vilar Formoso) e da estação ferroviária da CP - Comboios de Portugal (linha da Beira Alta).
Tal como aconteceu noutros meios rurais, também esta aldeia tem uma população maioritariamente idosa, contudo, quem a visita, encontra uma comunidade divertida e bem disposta, sempre afável e acolhedora. Seja numa leda manhã de vindima, ou numa agradável tarde de contos e cantos, ou ainda numa cativante noite de bailarico, os jovens e sábios, mestres e aprendizes desta aldeia vivem de forma verdadeiramente harmoniosa.
Situada portanto na zona rainana, a aldeia entrega-se completamente às tradições e velhos costumes, mas a forma espontânea como aberga novas ideias e projectos fá-la transbordar de vida e energia.
A Associação Desportiva, Cultural e Social de Aldeia de S. Sebastião é a prova irrefutável de tal dinâmica social, já que foi com o apoio e boa vontade de toda a população que o projecto se desenvolveu e continua a desenrolar.